# Stig Lindbäck
Stig Lindbäck född 2 oktober 1937, död 1999 var en svensk medeldistanslöpare. Han tävlade för IFK Luleå och Västerås IK. 
Lindbäck vann SM på 800 meter 1962. 